# Chgrp
chgrp（チェンジグループ、change group）は、Unix系システムの一般ユーザーがファイルのグループを変更するためのコマンドである。chown コマンドとは異なり、chgrp は一般ユーザーがグループ識別子を変更するのに使えるが、そのユーザーがメンバーとなっているグループにしか変更できない。

## 使用法
chgrp コマンドの一般的構文は以下の通り。
```
chgrp 
group
 
target1
 [
target2
 ..]
```

- group は対象ファイルに設定しようとしている新しいグループである。
- target1 は対象となるファイルまたはディレクトリである。
- target2 は対象となるファイルやディレクトリが複数ある場合に指定する。

なお、group は /etc/group で定義されるグループ名でもよいし、識別子でもよい。

## 使用例
```
$ls -l ttt
-rw-r--r--   1 gbeeker  staff           545 Nov 04 2004  ttt
$chgrp system ttt
$ls -l ttt
-rw-r--r--   1 gbeeker  system          545 Nov 04 2004  ttt
```

この例では、ttt のグループを 'system' に変更しているが、これを実行するユーザーはそのグループのメンバーである。